# Koningin Helena
Koningin Helena (Engels: Queen Helen) of Nellie (Engels: Nellie) is een personage uit Het neefje van de tovenaar en Het laatste gevecht van De Kronieken van Narnia door C.S. Lewis.
Helena is de vrouw van Frank die een koetsier is begin 20e eeuw in Londen.

## Het neefje van de tovenaar
Als Frank gevraagd wordt om Koning te worden van Narnia wil hij dat zijn vrouw erbij moet zijn, zodoende haalt Aslan Helena uit onze wereld naar Narnia en kroont hij Frank en Helena tot de eerste Koning en Koningin van Narnia.

## Het laatste gevecht
Helena komt nog een keer voor in het laatste boek, waar ze samen met Frank, haar man, in de "Hemel" van Narnia leven. Iedereen buigt voor haar neer.